# Дюваль, Альбер
Альбер Дюваль (фр. Albert Duval; 29 ноября 1867 года, Париж — 18 августа 1942 года, Гувьё, Пикардия) — французский яхтсмен, серебряный и бронзовый призёр летних Олимпийских игр 1900 года.

## Биография
Альбер Дюваль родился 29 ноября 1867 год в Париже. 45 лет своей жизни проработал юристом, в том числе 27 — в заморских владениях Франции. На Олимпиаде 1900 года с Огюстом Альбером, Шарлем Гюго и рулевым Франсуа Виламитьяной был членом экипажа лодки последнего Marthe, на которой принял участие в двух гонках среди лодок водоизмещением от 1 до 2 тонн в парусном спорте. В первой гонке пришёл вторым, во второй — третьим, выиграв серебряную и бронзовую медали. В 1910-х годах работал управляющем в Индустриальном банке Китая, позже стал одним из первых европейцев, занявшихся промышленным выращиванием риса в районе Сайгона. Скончался 18 августа 1942 года.